# Vodo di Cadore
Vodo di Cadore är en ort och kommun i provinsen Belluno i regionen Veneto i Italien. Kommunen hade 854 invånare (2018).